# Bessmertnaja pesnja
Bessmertnaja pesnja (Бессмертная песня) è un film del 1957 diretto da Matvej Izrailevič Volodarskij.